# کرناوه
کرناوه (به لاتین: Kernavė) یک شهر متعلق به دوران قرون وسطی در لیتوانی است که در سال ۲۰۰۴ در میراث جهانی یونسکو ثبت شده‌است.